# Samostan Stavropoleos
Samostan Stavropoleos (romunsko Mănăstirea Stavropoleos), znan tudi kot cerkev Stavropoleos (romunsko Biserica Stavropoleos), je bil v zadnjem stoletju razpuščen in postal vzhodnopravoslavni samostan za nune v Bukarešti v Romuniji. Njegova cerkev je zgrajena v brankovanskem slogu. Zavetnika cerkve (svetnika, ki jima je posvečena cerkev) sta nadangela sveti Mihael in Gabriel. Ime Stavropoleos je romunska različica grške besede stauropolis, kar pomeni 'mesto križa'. Zanimivost samostana sta zbor z bizantinsko glasbo in največja zbirka bizantinskih glasbenih knjig v Romuniji.

## Zgodovina
Cerkev je leta 1724, ko je vladal Nicolae Mavrocordat (vlaški princ, 1719–1730), zgradil arhimandrit Ioanichie Stratonikeas. Znotraj ograjenega prostora svojega zatočišča je Ioanichie zgradil cerkev in samostan, ki ju je vzdrževal z dohodki od zatočišča (takrat razmeroma pogosto). Leta 1726 je bil opat Ioanichie izvoljen za metropolita Stavropola in eksarha v Carii. Od takrat se je samostan imenoval Stavropoleos po imenu starega sedeža. 7. februarja 1742 je Ioanichie, star 61 let, umrl in bil pokopan v svoji cerkvi.
Konec 19. stoletja so bili porušeni zatočišče in samostanski prizidki. Sčasoma je cerkev utrpela posledice potresov, zaradi katerih se je podrla kupola. S poslikavami je bila obnovljena v začetku 20. stoletja.
Vse, kar je ostalo od prvotnega samostana, je cerkev poleg stavbe iz začetka 20. stoletja, v kateri so knjižnica, konferenčna dvorana in zbirka starih (iz zgodnjega 18. stoletja) ikon in cerkvenih predmetov ter del stenskih slik iz cerkva, porušenih v komunizmu. Nova stavba je bila zgrajena po načrtih arhitekta Iona Mincuja.
Cerkev je v uporabi od leta 1991, ko jo je vodil oče Iustin Marchiş, prvi menih cerkve v zadnjem stoletju. Skupnost, ki živi tukaj, se poleg rednega čaščenja ukvarja s prenovo starih knjig, ikon in svečeniških oblačil. Cerkveni pevski zbor izvaja  neobizantinsko glasbo (enoglasna, ki  vzdržuje podaljšan zvok, imenovan ison, približen prevod: spremljava, ali tonična nota), ki je zdaj redka v romunskih cerkvah.

## Knjižnica
V samostanski knjižnici je več kot 8000 teoloških knjig, knjig o bizantinski glasbi, umetnosti in zgodovini. Obstajajo spisi cerkvenih očetov, svetopisemski, dogmatični, liturgični, zgodovinski, homiletski, katehetični spisi, klasični jezikovni slovarji in učbeniki, študije o bizantinski umetnosti in pravoslavni ikonografiji ter o romunski zgodovini in civilizaciji 18. stoletja. Nekatere knjige so iz  osebne knjižnice umetnostnega zgodovinarja Vasileja Drăguţa, nekdanjega rektorja bukareške univerze umetnosti.
Hranijo veliko starih knjig: več kot 80 rokopisov in 400 tiskanih del. Tu so romunske, grške in cerkvene slovanske knjige.
Zbirka bizantinskih glasbenih knjig je največja v Romuniji in je večinoma donacija dveh romunskih bizantologov Sebastiana Barbu-Bucurja in Titusa Moisescuja.
Samostan je začel projekt virtualne knjižnice z digitalizacijo svojih starih knjig.

## Psalmska skupina
Peta glasba je neobizantinska in temelji na delih romunskih psalmistov iz 19. stoletja: meniha Macaria, puščavnice Nectarie, Antona Panna, Dimitrie Suceveanuja, grških prevajalcev v romunščino ali sodobnih skladbah.
Stavropolski bizantinski pevski zbor je bil ustanovljen leta 1994 in ga vodi naddekan Gabriel Constantin Oprea. Poje v cerkvi Stavropoleos ter poučuje bizantinsko glasbo na Državni glasbeni univerzi v Bukarešti. Skupina je nastopala v Romuniji in v tujini in izdaja svojo glasbo na CD-jih.